# Jezioro Dobrylewskie
Jezioro Dobrylewskie – jezioro w Polsce, położone w woj. kujawsko-pomorskim, w powiecie żnińskim, w gminie Żnin, na terenie Pojezierza Żnińsko-Mogileńskiego.

## Dane morfometryczne
Powierzchnia zwierciadła wody według różnych źródeł wynosi od 53,9 ha.
Zwierciadło wody położone jest na wysokości 77,6 m n.p.m.. Średnia głębokość jeziora wynosi 3,0 m, natomiast głębokość maksymalna 7,8 m.
Na podstawie badań przeprowadzonych w 2004 roku wody jeziora zaliczono do pozaklasowe klasy czystości i w kategorii podatności na degradację określono, jako poza kategorią.
W roku 1987 wody jeziora również zaliczono do wód pozaklasowych.

## Hydronimia
Według urzędowego spisu opracowanego przez Komisję Nazw Miejscowości i Obiektów Fizjograficznych (KNMiOF) nazwa tego jeziora to Jezioro Dobrylewskie.